# Finché morte non ci separi (film 2018)
Finché morte non ci separi (He Loved Them All - Vows of Deceit - Deadly Matrimony) è un film per la televisione del 2018 diretto da Jake Helgren.

## Distribuzione
Il film è stato distribuito nel 2018.